# 文科
在漢語或漢字文化圈語境中，文科（日语：文系），或全名為人文社会科学是指以政治、经济、文化等涉及人類思想相關知識为研究对象的学科，對應概念為理科。類似用語為人文学科，但兩者概念不完全相同。其對應於英語中為Arts或The arts（-s不能省略，否则专指美术，参見英文維基中藝術種類條目的解釋）。
在一些教育體系中，并不是所有学生都学习相同科目，因此會有分科的情況出現，文科是其中的一大分類，例如中學的文理分科。但在不同的教育系統中，文科所包括的學科可能會有所不同。

## 不同教育系統中的「文科」
- 在中國大陸的高等教育中，文科包括語言、文學、歷史學、哲學、心理學、社會學、教育學、藝術學、傳播學等。某些學科具有學科交叉的成分，譬如心理學的重要分支認知心理學便屬於理科。教育部把學科分成四大類，即文科、財經政法、理工科、農業醫藥。每一類學科在教育部高等教育司轄下設有一個教育處[1]，負責管理此類學科的事務。在以前中國大陸的高考中，有理科考生與文科考生之區分。文科考生需要學習的學科有語文、外語、數學、政治、歷史、地理（文史哲類）。中國大部分地區的中學曾在高中二年級分為文科班和理科班，即文理分科制度，與高考對接。
- 在臺灣，普通型高級中等學校自第二學年開始分為文科及理科，即社會組與自然組，另綜合型高級中等學校學術學程分流之社會學程與自然學程亦同。

## 分类
文科通常而言涵盖人文科学与社会科学。
- 人文科学研究人类文化遗产，其经典学科是文学、历史学、哲学；“史”包括历史、考古等；哲学是一种方法，美学、宗教学等都属于哲学范畴。
- 社会科学研究社会发展、社会问题、社会规律，是法学、教育学、经济学、管理学4个学科门的统称，共有19个学科类，120个本科目录内专业。2004年，设立社会科学本科专业的大学共有597所。社会科学是人类认识和改造人类社会的科学，它研究的对象是人类社会。
  - 在中国大陆现行规范[2]中，哲学、法学、教育学、文学、历史学五个学科门类可以认为具有典型的文科性质。

总的来说政治学、经济学、法学、哲学、历史学、文学、艺术学、外国语言与文学、新闻传播学、人类学、社会学、民族学、管理学、教育学等都具有或多或少的文科特点。但需要强调的是，中国大陆的大学专业事实上已不能简单地分为文科或理科等，其中不少专业兼具文理的性质，谈论学科分类时更加科学的方法应当是以学科门类为准。

## 中国大陆的大学主要文科专业
1. 哲学门类：
  1. 哲学类：哲学、逻辑学、宗教学
2. 教育学门类：
  1. 教育学类：教育学、学前教育、特殊教育
3. 历史学门类：
  1. 历史学类：历史学、世界历史学、考古学、博物馆学
4. 法学门类：
  1. 法学类：法学
  2. 政治学类：政治学、国际政治、外交学
  3. 社会学类：社会学、社会工作
  4. 民族学类：民族学
  5. 马克思主义理论类：科学社会主义与国际共产主义运动、革命史与共产党史
5. 文学类：
  1. 中国语言文学类：汉语言文学、汉语言、对外汉语、古典文学
  2. 外国语言文学类
  3. 新闻传播学类：新闻学、广播电视新闻学、编辑出版学、广告学